# 岩崎宿
岩崎宿（いわさきじゅく）は、羽州街道33番目の宿場町。現在は秋田県湯沢市岩崎。
江戸時代に羽州街道の宿場町として栄えた。脇街道の沼館街道の追分でもあった。交通の要衝であったことから、1671年（寛文11年）に久保田藩直轄の郡奉行所が置かれた。しかしそのために湯沢の所預だった佐竹南家と宗家の間で軋轢が生じ、参勤交代の際に藩主が湯沢館へ休息に立ち寄った際も顔を出さないほど険悪になったという。
戦国時代に小野寺氏が支配した岩崎城が東側にあった。

## 名所・旧跡
現在は特に何も残っていない。

## 隣の宿
羽州街道
（江戸・山形方面） - 湯沢宿 - 岩崎宿 - 横手宿 - （久保田・油川方面)